# Kårnäs
Kårnäs, by i Kymmene i Kotka stad, fi.: Kaarniemi. Ligger vid Kårnäsviken (fi. Kaarniemenlahti). Tidigare har Kårnäs tillhört Veckelex socken, sedan 1911 Kymmene kommun och Karhula köping. Bebyggelsen koncentreras vid det idylliska bystråket Kaarniementie.
I Kårnäs har funnits Kårnäs gård som köptes på 1700-talet av Elias Sundberg. En stor del av de nuvarande invånarna i Kårnäs tillhör släkten Sundberg.